# Dzwonek: pismo dla ludu
Dzwonek: pismo dla ludu – czasopismo społeczno-kulturalno-oświatowe ukazujące się we Lwowie w latach 1859-1872 (Nr 1 – 1 lipca 1859) finansowane przez lwowskiego radnego, drukarza i wydawcę Edwarda Winiarza. Pierwszym redaktorem naczelnym został Bruno Bielawski. Do stałych współpracowników należeli: Walery Łoziński, Władysław Łoziński, Mieczysław Romanowski, Ludwik Wolski, Jan Kanty Turski, Ludwika Leśniowska, Paulina Wilkońska, Juliusz Starkel, Teofil Lenartowicz publikował wiersze. W 1875 roku wznowił pismo w Tarnowie o. Berard Bulsiewicz.  
Kolejnymi redaktorami naczelnymi Dzwonka byli: od 1860 Juliusz Starkel przy współpracy Walerego Łozińskiego, od 1862 Bernard Kalicki, od 1866 Władysław Łoziński.